# 조윤양
조윤양(趙允譲, 995년 ~ 1059년 11월 9일) 또는 조윤양(趙允讓)은 송나라의 황족이자 추존황제이며, 문신으로, 자는 익지(益之)이다. 송 태종 조광의의 손자이자, 상공정왕 조원분의 아들이며, 북송 영종의 생부이다. 한때 송 진종의 양자로 고려되기도 했다. 위주자사, 강녕절도사, 여주방어사, 영강군절도사, 화주관찰사 등을 역임했다. 여남군왕(汝南郡王)에 봉하여졌으며, 생전의 관직은 평장사, 판종정사에 이르렀다. 사후 증 태위 중서령에 증직됐다가 아들 다시 복왕(濮王)으로 추존되었고, 시호는 안의(安懿)이다. 
뒤에 열세 번째 아들 조서(趙曙)가 황제로 즉위한 후 군왕에서 왕으로 추증되었고, 다시 황제로 추존되었다. 따라서 복안의왕(濮安懿王), 복안의황(濮安懿皇)으로 불린다.

## 생애
태종 조광의의 넷째 아들이자 임씨 소생 상공정왕 조원분의 셋째 아들로 태어났다. 조원분은 송 진종의 이복 동생이다. 형은 신안군왕(信安郡王) 조윤녕(趙允寧), 조윤회(趙允懷)로 윤회는 뒤에 이름을 윤중(允中)으로 개명했고 일찍 죽었다. 송 진종의 둘째아들 조현우(趙玄祐)가 죽자, 아들을 잃은 백부 송 진종이 그를 궁궐로 불러들여 궁중에서 양육했다. 이후 백부 송 진종에 의해 일시 후계자로 지명되었지만, 나중에 친자인 인종이 탄생했기 때문에 본가로 돌아왔다. 1009년 4월 우천우위장군(右千牛衛將軍)이 되고, 우효위장군(右驍衛將軍), 1018년 8월 위주자사(衛州刺史)에 임명되어 부임했다.
이후 인종 즉위 후 여주방어사(汝州防御使), 영강군 절도사(寧江軍 節度使) 등을 거쳐 지대종정사(知大宗正寺) 등을 지냈다. 1029년 9월 화주관찰사(华州觀察使)로 부임했다.
1035년 2월 강녕절도사(江寧節度使) 재직 중, 아들이 없던 인종은 4살이던 그의 13째 아들 종실(宗實)을 양자로 삼고, 입궐시켜 황자로 봉했으며 황궁에서 양육하게 했다. 송사연의(宋史演義) 28권에 의하면 그가 종실 중 자녀가 많아서 그의 아들을 택했다 한다. 1044년 7월 여남군왕(汝南郡王)에 봉해졌고, 동년 8월 겸 동평장사(同平章事)가 되었다. 곧 판종정사(判大宗正司)로 승진했다. 1050년(황우 2년) 평강군 절도사 겸 시중(平江軍節度使 兼 侍中), 1055년(지화 2년) 다시 판대종정사가 되었다.
1059년 11월 9일 그가 65세로 사망하자 증직으로 증 태위 중서령(太尉 中書令)에 추증되었다. 사촌동생 송 인종이 붕어하자 아들이 없던 인종의 양자가 된 13째 아들 서가 영종으로 즉위하면서 복왕에 추존되고 안의의 시호가 내려졌다.
영종은 그를 황제로 추존하고자 하였으나, 신하들의 반대가 거셌다. 그러나 신하들의 의지를 꺾고 그를 황제로 추존하고, 황고라 칭하였다. 이를 복의라 한다. 
영종은 복안의왕의 아들 영주방어사(瀛州防禦使) 기국공(岐國公) 조종박(趙宗樸)을 복국공(濮國公)으로 개봉한 뒤 그의 제사를 받들게 했다. 이후 복국공들이 대대로 복안의왕의 제사를 받들게 하였다. 그러나 끝내 묘호는 추존하지 못했다.

## 같이 보기
- 북송 영종
- 사마광
- 복의